# Epitausa subinsulsa
Epitausa subinsulsa är en fjärilsart som beskrevs av Paul Dognin 1912. Epitausa subinsulsa ingår i släktet Epitausa och familjen nattflyn. Inga underarter finns listade i Catalogue of Life.